# Trofors
Trofors è un villaggio della Norvegia, situato nella municipalità di Grane, nella contea di Nordland.
Vi è situata la residenza del duo musicale Marcus & Martinus, rappresentante della Svezia all'Eurovision Song Contest 2024.